# 線紋石斧脂鯉
線紋石斧脂鯉，為輻鰭魚綱脂鯉目脂鯉亞目脂鯉科的其中一個種。分布於南美洲巴拉那河及巴拉圭河流域，體長可達18.3公分，棲息在底中層水域，生活習性不明。

## 扩展阅读
維基物種上的相關：線紋石斧脂鯉